# Calan Williams
Calan Williams, né le 30 juin 2000 à Perth, est un pilote automobile australien qui participe en 2022 au championnat de Formule 2 avec l’écurie Trident.

## Biographie

### Karting
Williams débute le karting en étant membre du Tiger Kart Club basé à Wanneroo et a participe à de nombreux championnats aux quatre coins l'Australie-Occidentale ainsi qu'a plusieurs meetings de course à travers le pays. Sa carrière en karting s'étend de 2007 à 2014.

### Débuts en monoplace

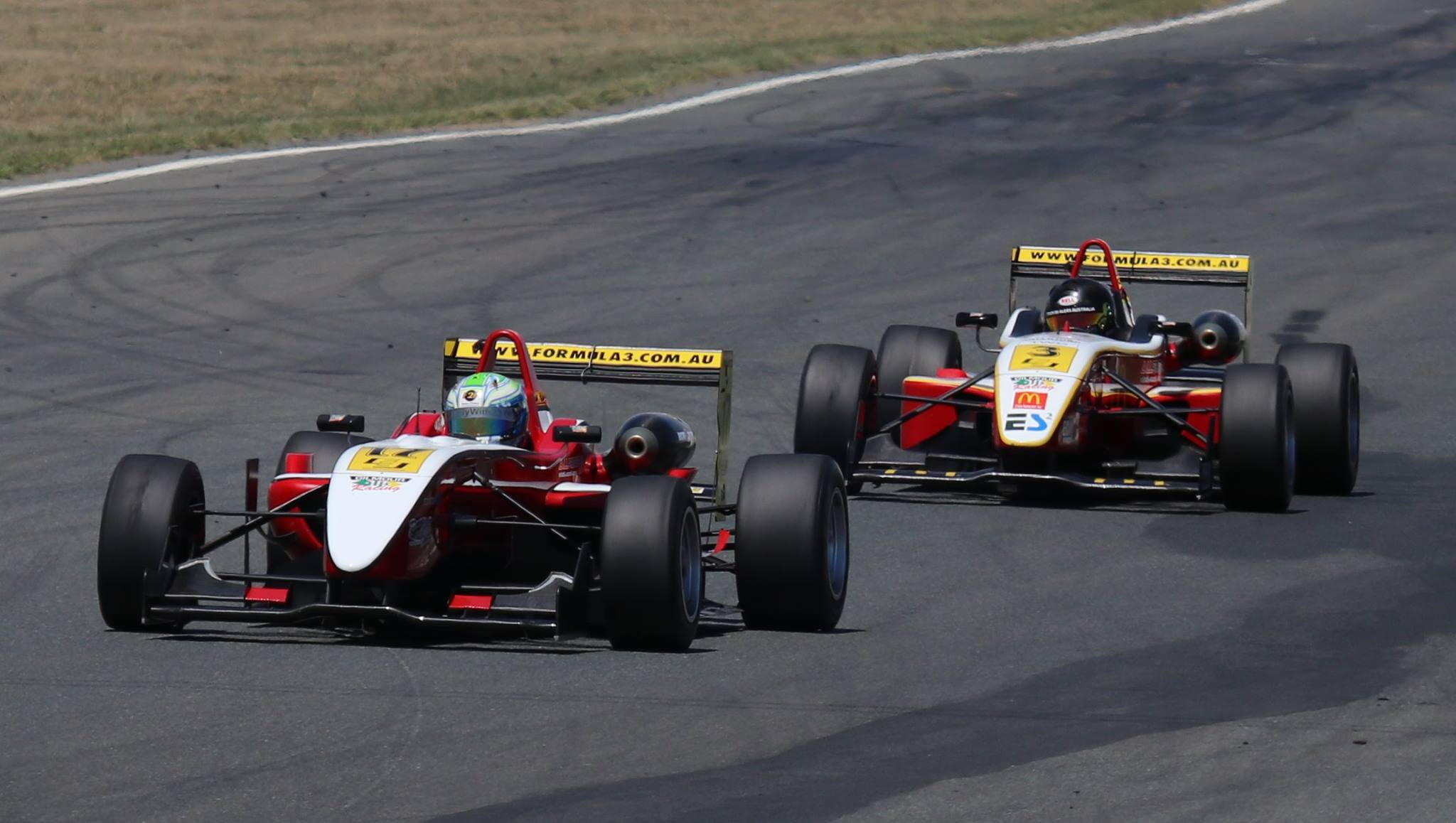
Williams (n°3), à la poursuite de Jon Collins (n°17) lors d'une course de Formule 3 australienne en 2017.

Williams fait ses débuts en monoplace en 2015. Il commence dans le championnat de Formule Ford d'Australie occidentale. Il dispute la moitié de la saison qu'il termine dixième avec 142 points et trois podiums. Il démarre la saison 2016 avec une victoire dès sa première course au Barbagallo Raceway, il en remporte quatre autres en fin de saison et monte douze fois sur le podium. Il termine sa saison avec le titre honorifique de vice-champion avec un total de 363 points.
L'année suivante, il prend part au championnat d'Australie de Formule 3 avec Gilmour Racing. Williams réalise une saison remarquable : il remporte 11 victoires et termine cinq fois deuxième pour un total de 16 podiums, ce qui lui adjuge facilement le titre. Au cours de la série, il établit un record du tour absolu au Morgan Park Raceway avec un temps au tour de 1:07.948.

### Passage en Euroformula Open
Williams prend par aux essais d'Euroformula Open avec l'équipe Fortec Motorsport en décembre 2017 sur le Circuit de Barcelona-Catalunya. Il signe ensuite avec l'équipe pour les premières manches du championnat 2018 et participe aussi à la Winter Series. Il termine les tests au circuito de Jerez. lors de cette série hivernale, il se classe septième et neuvième lors des deux courses au Circuit Paul Ricard. Williams fait ensuite ses débuts en Euroformula Open sur le circuit d'Estoril lors de la première manche de la série. Il se qualifie 10e pour la course 1, où il ne termine que 14e et se qualifie ensuite 9e pour la deuxième course dans laquelle il ne termine qu'à la 11e place.
Williams a réalisé deux impressionnants efforts de qualification lors de la manche de Monza, se qualifiant 5e pour la course 1 et 3e pour la course 2. Dans les courses, il subit cependant des revers précoces, se faisant éliminer très tôt dans les deux courses. Il riposte ensuite pour terminer dans le top dix dans les deux courses. Il termine la course 1 en 10e position et la course 2 en 8e après avoir été relégué en queue de peloton à la suite des premiers incidents. Williams achève la saison en 11e position avec 25 points. Williams rempile pour la saison 2019 toujours avec Fortec Motorsport. Il réalise les meilleurs résultats de la saison avec une 4e et une 5e lors de la 6e manche du championnat au Red Bull Ring. Il termine treizième du championnat avec 53 points.

### Montée en Formule 3 FIA

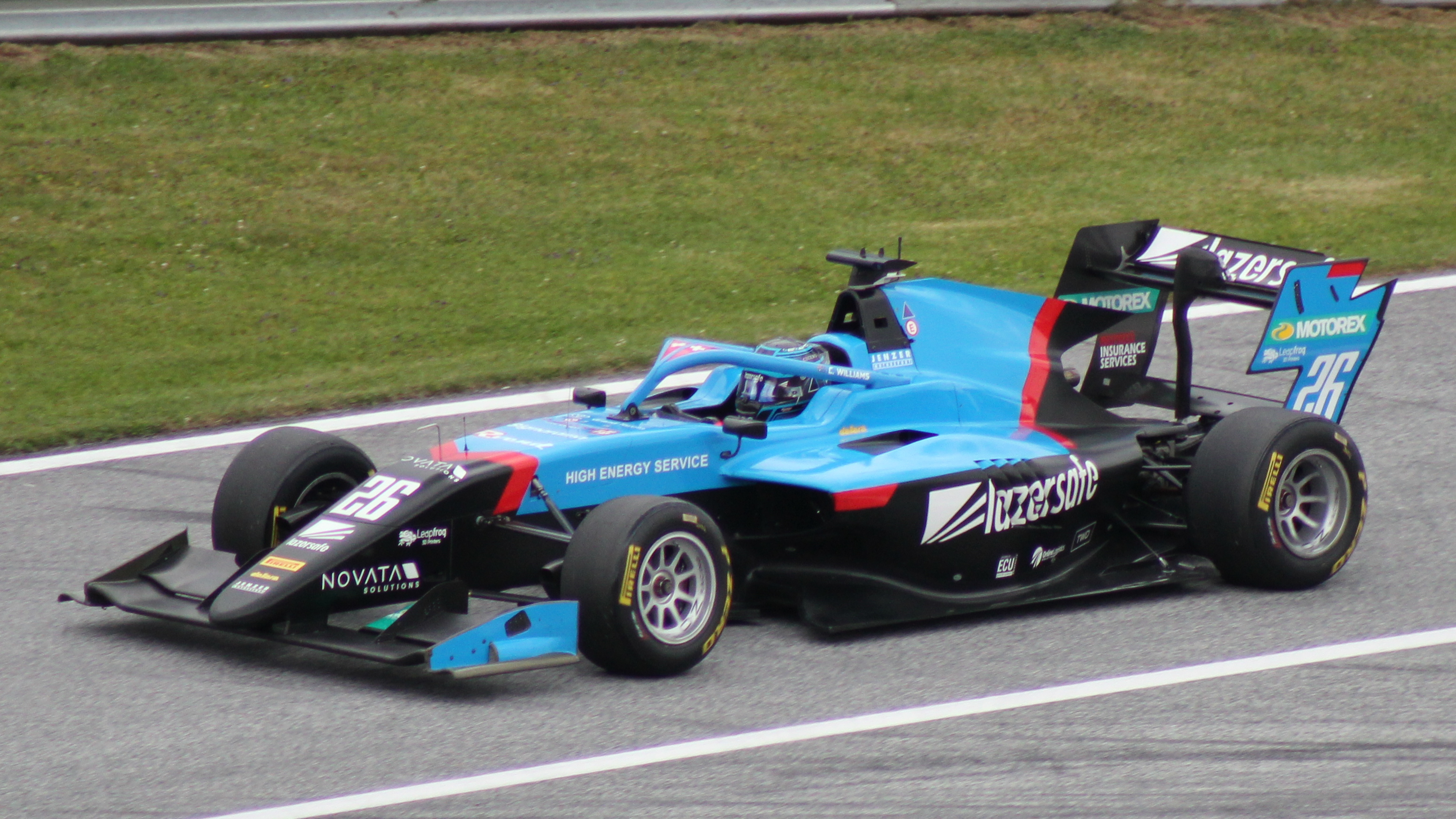
Calan Williams sur le Red Bull Ring en Formule 3 FIA en 2021.

En octobre 2019, Williams annonce avoir signé avec Jenzer Motorsport pour la saison 2020 du championnat de Formule 3 FIA. Il ne parvient cependant pas réussi à marquer de points durant toute la saison et termine 31e au classement, avec un meilleur résultat de 14e. Malgré un certain nombre de performances de qualification réussies, comme une cinquième qualification à Budapest, il achève la saison derrière ses deux coéquipiers, Matteo Nannini et Federico Malvestiti. Malgré cet échec, Williams est retenu par Jenzer Motorsport pour la saison 2021, cette fois-ci, ses nouveaux coéquipiers sont Pierre-Louis Chovet et Filip Ugran. Après une première manche difficile où il termine juste en dehors des points lors de la course 2, Williams monte sur son premier podium en Formule 3 FIA et achève la course 2 dans les points. 
Williams s'est qualifié en pole grâce à la grille inversée pour la course 1 où il termine troisième après avoir échangé les places entre la tête et le podium tout au long de la course. il enchaîne ensuite avec une autre arrivée dans les points dans la course 2 en terminant dixième. Dans la course 3, il décroche la 12e place sur la grille de départ de la course disputée sous la pluie. Au Red Bull Ring, il termine de nouveau dans les points avec une neuvième place de la course de dimanche. Au cours des deux manches suivantes, Williams sera incapable de marquer des points. Lors de la manche de Spa-Francorchamps, il est impliqué dans une collision avec le belge Amaury Cordeel dans le raidillon de l'Eau Rouge, heureusement, les deux pilotes s'en sortent indemne. Il achève la saison sans pouvoir marquer de nouveau points et se classe dix-neuvième du championnat avec 15 points.

### Promotion en Formule 2

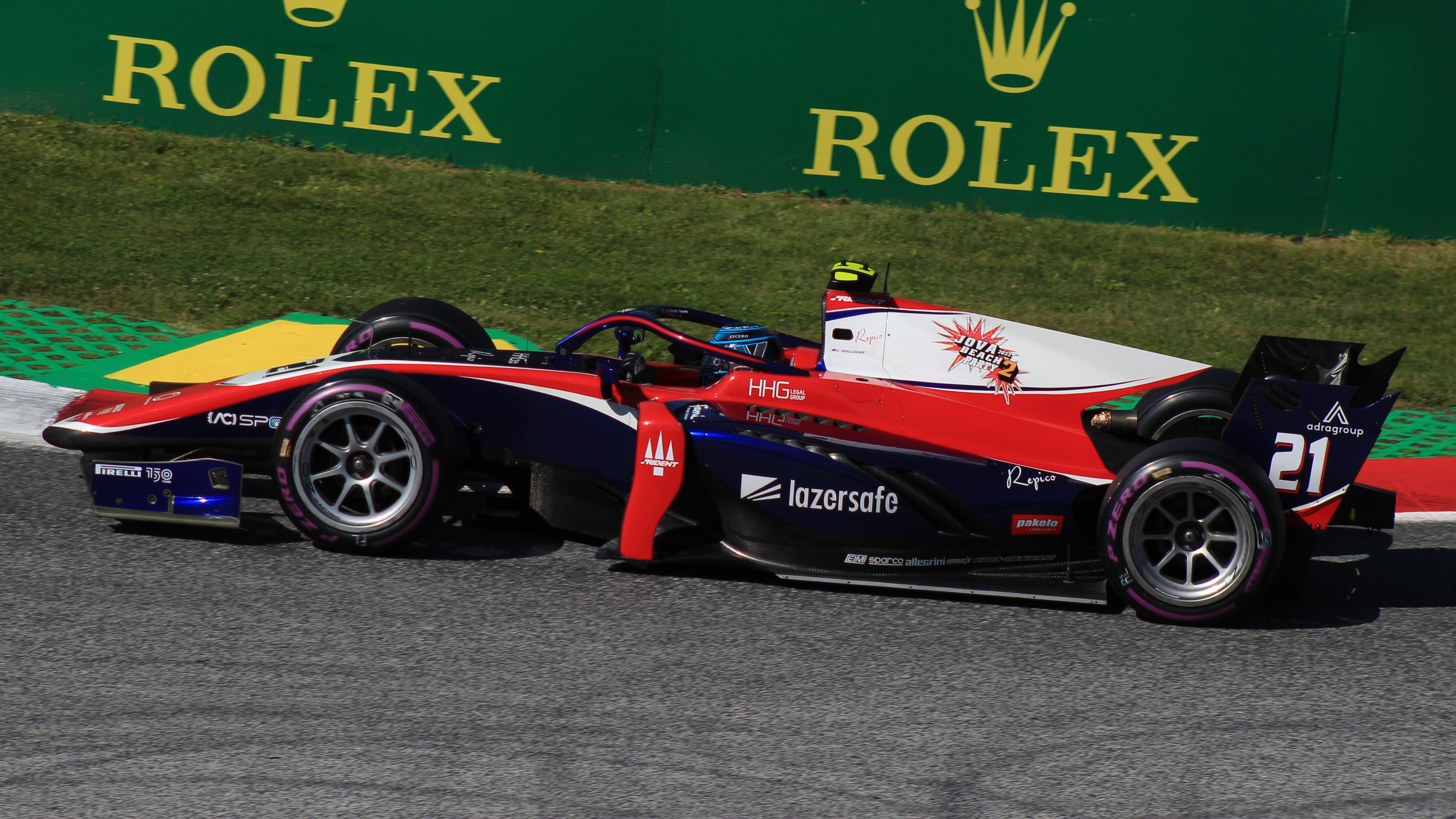
Calan Williams sur le Red Bull Ring en Formule 2 en 2022.

En janvier 2022, Williams annonce qu'il pilotera pour Trident lors de la saison 2022 du championnat de Formule 2. Il se qualifié douzième pour son premier week-end à Bahrein, il réalise première course sans incident, la terminant 15e tandis que son coéquipier Richard Verschoor remporte la victoire. Dans la course principale, Williams commence bien la course, se hissant à la sixième place à la fin du premier tour et rentrant dans les points après son arrêt au stand. Cependant, une voiture de sécurité est déployée en fin de course, Williams choisi de s'arrêter aux stands, mais est contraint de se retirer après qu'un mécanicien de l'équipe n'ait pas correctement fixé un pneu sur la voiture, au moment où l'Australien repartait de son box.
Lors de la deuxième manche à Djeddah, il réalise son meilleur résultat lors de la course sprint où il termine à la quatrième place.

## Carrière

### Résultats en monoplace
| Saison | Championnat                          | Écurie                        | Courses | Victoires | Pole positions | Meilleurs tours | Podiums | Points | Classement |
| ------ | ------------------------------------ | ----------------------------- | ------- | --------- | -------------- | --------------- | ------- | ------ | ---------- |
| 2015   | Western Australian Formula Ford      | Toyota Grand Imperession Home | 9       | 0         | 1              | 4               | 3       | 142    | 10e        |
| 2016   | Western Australian Formula Ford      | Fastline Racing               | 21      | 5         | 6              | 8               | 12      | 363    | 2e         |
| 2017   | Championnat d'Australie de Formule 3 | Gilmour Racing                | 17      | 11        | 6              | 15              | 16      | 232    | Champion   |
| 2018   | Euroformula Open                     | Fortec Motorsport             | 12      | 0         | 0              | 0               | 0       | 25     | 11e        |
| 2018   | Championnat d'Espagne de Formule 3   | Fortec Motorsport             | 2       | 0         | 0              | 0               | 0       | 2      | 18e        |
| 2019   | Toyota Racing Series                 | MTEC Motorsport               | 15      | 0         | 0              | 0               | 0       | 183    | 8e         |
| 2019   | Euroformula Open                     | Fortec Motorsport             | 18      | 0         | 0              | 0               | 0       | 53     | 13e        |
| 2020   | Formule 3 FIA                        | Jenzer Motorsport             | 18      | 0         | 0              | 0               | 0       | 0      | 31e        |
| 2021   | Formule 3 FIA                        | Jenzer Motorsport             | 20      | 0         | 0              | 0               | 1       | 15     | 19e        |
| 2022   | Formule 2                            | Trident                       | 26      | 0         | 0              | 0               | 0       | 5      | 23e        |